# Мечевидный отросток

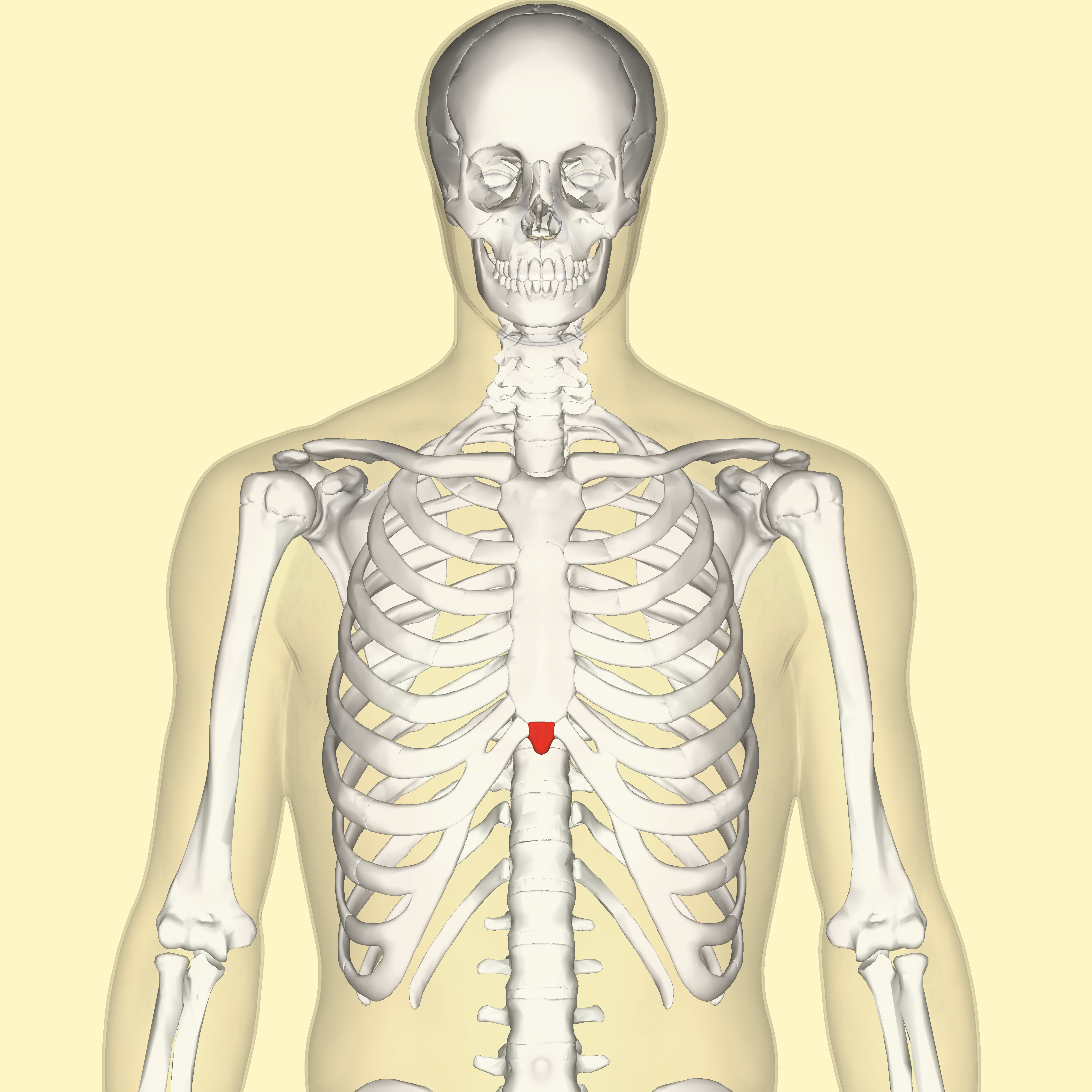
Расположение мечевидного отростка в скелете человека

Мечевидный отросток (лат. processus xiphoideus) — самая короткая и узкая часть грудины, образующая её нижний, свободный конец. Форма и величина отростка сильно варьирует. Обращённый книзу конец, прощупываемый через кожу, может быть притуплён или заострён, вилообразно расщеплён или иметь расположенное посередине отверстие. У людей старческого возраста мечевидный отросток соединяется с телом грудины при помощи костной ткани.

## Изображения

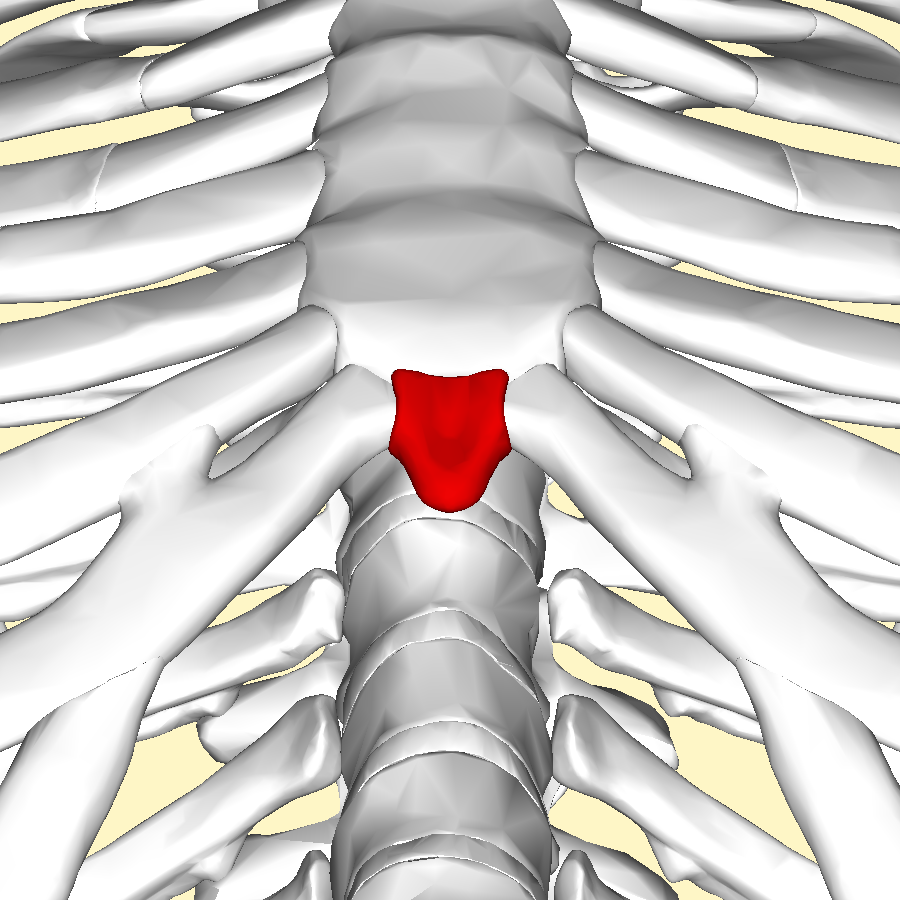
